# Tyska Turistbyrån
Tyska Turistbyrån (på tyska Deutsche Zentrale für Tourismus, förkortat "DZT") är en nationell tysk marknadsföringsorganisation inom turismområdet som på uppdrag av den tyska regeringen marknadsför Tyskland som semesterland i både Tyskland och i utlandet.
Tyska Turistbyrån har formen av en registrerad förening (eingetragener Verein, e.V.) med huvudsäte i Frankfurt am Main och grundades 1948. Bakom reklamorganisationen, som finansieras genom en kombination av offentliga medel och egna inkomster, står det tyska ministeriet för näringsliv och teknologi - Bundesministerium für Wirtschaft und Technologie.
Sedan 1999 ansvarar DZT även för den överregionala marknadsföringen inom Tyskland och gör reklam för semester i det egna landet på uppdrag av de 16 förbundsländernas näringslivsministerier och deras landsmarknadsföringsorganisationer (LMO:s), Deutsche Bahn (det statliga tyska järnvägsbolaget), samt de fem researrangörerna Ameropa, DERTOUR, ITS, Neckermann-Reisen och TUI.

## Utlandskontor
Tyskland som semesterland marknadsförs över hela världen via sex DZT-regionalkontor:
- Nordvästeuropa
- Nordösteuropa
- Sydvästeuropa
- Sydösteuropa
- Amerika/Israel
- Asien/Australien

Tyska Turistbyrån finns representerad världen över med 29 kontor. Dels finns 11 egna kontor, och dels finns 18 filialer i utlandet hos samarbetspartners såsom Lufthansa och den Tyska Industri- och Handelskammarorganisationen DIHK.

## Tyska Turistbyrån i Sverige
Tyska Turistbyrån i Sverige har funnits i Stockholm sedan 1950. DDR-Turistbyrå fanns i Stockholm till 1990. Stockholmskontorets uppgift är att marknadsföra semesterlandet Tyskland i Sverige. Bland annat har man deltagit i Turistmässan TUR i Göteborg sedan den startade 1983.

## Mål och strategiska handlingsområden
Tyska Turistbyrån har som mål att öka antalet resor till Tyskland och positionera Tyskland som mångfaldigt och attraktivt semesterland. DZT ansvarar både för fritidsturism och affärsturism (mäss-, kongress- och incentiveresor).
Strategiska handlingsområden är:
- Stärka semesterlandet Tysklands image
- Höja turismens tillväxt till världsnivå
- Turistanpassad utbyggnad av flyg, tåg och vägar
- Säkra Tysklands position som affärsresemålet nummer ett i Europa
- Hantera sociodemografiska förändringar
- Utbyggnad av den nationella hälsoturismen
- Utveckla scenarier och produkter med hänsyn till klimatförändringar
- Driva internationaliseringen av städerna och regionerna framåt
- Världsomfattande användning av multichanneling

## Marknadsföringsteman
Vid sina världsomfattande aktiviteter orienterar sig DZT mot resetrenderna kultur och hälsa. Dessa trender bildar basen för de två DZT-produktlinjerna stads-/evenemangsturism och rekreationsturism. Produktlinjerna omsätts i så kallade temaår och basteman. För perioden 2008–2014 var dessa
- Temaår 2008: Slott, parker och herrgårdar
- Temaår 2009: Aktivsemester i Tyskland
- Temaår 2010: Essen - Europeisk Kulturhuvudstad 2010
- Temaår 2011: Hälsosemester och wellness i Tyskland
- Temaår 2012: Affärsresmål Tyskland
- Temaår 2013: Resor för ungdomar
- Temaår 2014: Världsarv i Tyskland

## Distributionskanaler
- DZT presenterar semesterlandet Tyskland på internationella mässor
- Med Germany Travel Mart (GTM) erbjuder DZT tyska turistföretag och utländska reseföretag varje år det största försäljningsevenemanget beträffande Tysklands-incoming
- Med workshops och roadshows över hela världen strävar DZT att fånga den internationella reseindustrins intresse
- Tyska och internationella researrangörer är nära partner för DZT
- Med hjälp av studieresor informerar DZT utländskt branschfolk och journalister om Tyskland som resmål
- DZT publicerar försäljningshandboken "Booking Germany"
- Resebyråer över hela världen får av DZT informationer beträffande aktuella erbjudanden och program inom Tysklandsturismen